# 俄罗斯苏维埃联邦社会主义共和国功勋发明家
俄罗斯苏维埃联邦社会主义共和国功勋发明家（俄语：Заслуженный изобретатель РСФСР），简称“苏俄功勋发明家”，是苏联时期俄罗斯苏维埃加盟国授予发明家的一个荣誉称号。

## 历史
“苏俄功勋发明家”的称号由1961年4月20日根据全俄罗斯中央执行委员会的法令设立。授予为苏俄国家经济、文化、健康医疗和国防等领域做出重大贡献的发明家，以及长期从事发明事业的优秀发明家。在获得该荣誉称号的同时，也会得到苏俄最高苏维埃主席团发放的证书和胸章。
1992年，在经历苏联解体后，“俄罗斯苏维埃联邦社会主义共和国”更改国号为“俄罗斯联邦”，该荣誉称号被“俄罗斯联邦功勋发明家”所取代。

## 著名获得者
- 尼古拉·阿法纳西耶夫（1968年）[3]
- 加夫里尔·伊里扎洛夫（1975年）[4]
- 亚历山大·纳季拉泽（1973年）